# Lista de membros da Royal Society eleitos em 1704
Esta é uma lista de Membros da Royal Society eleitos em 1704.

## Fellows
- Francis Annesley (1663 - 1750)
- John Arbuthnot (1667 - 1735)
- Walter Clavell (fl. 1704 - 1740)
- William Fellowes (1660 - 1724)
- John Fuller (1680 - 1745)
- Jorge da Dinamarca (1653 - 1708)
- Samuel Morland (d. 1722)
- Andrew Tooke (1673 - 1732)